# Вестминстерское аббатство
Вестми́нстерское абба́тство (англ. Westminster Abbey), также Коллегиа́льная це́рковь Свято́го Петра́ в Ве́стминстере (Collegiate Church of St Peter at Westminster) — готическая церковь в Вестминстере (Лондон).
Строилась с перерывами с 1245 по 1745 год, хотя первые упоминания о церкви на этом месте относятся к VII—X векам. Традиционное место коронации и захоронения монархов Великобритании. Вместе с расположенными рядом Вестминстерским дворцом и церковью Святой Маргариты аббатство в 1987 году было причислено к Всемирному наследию.

## История

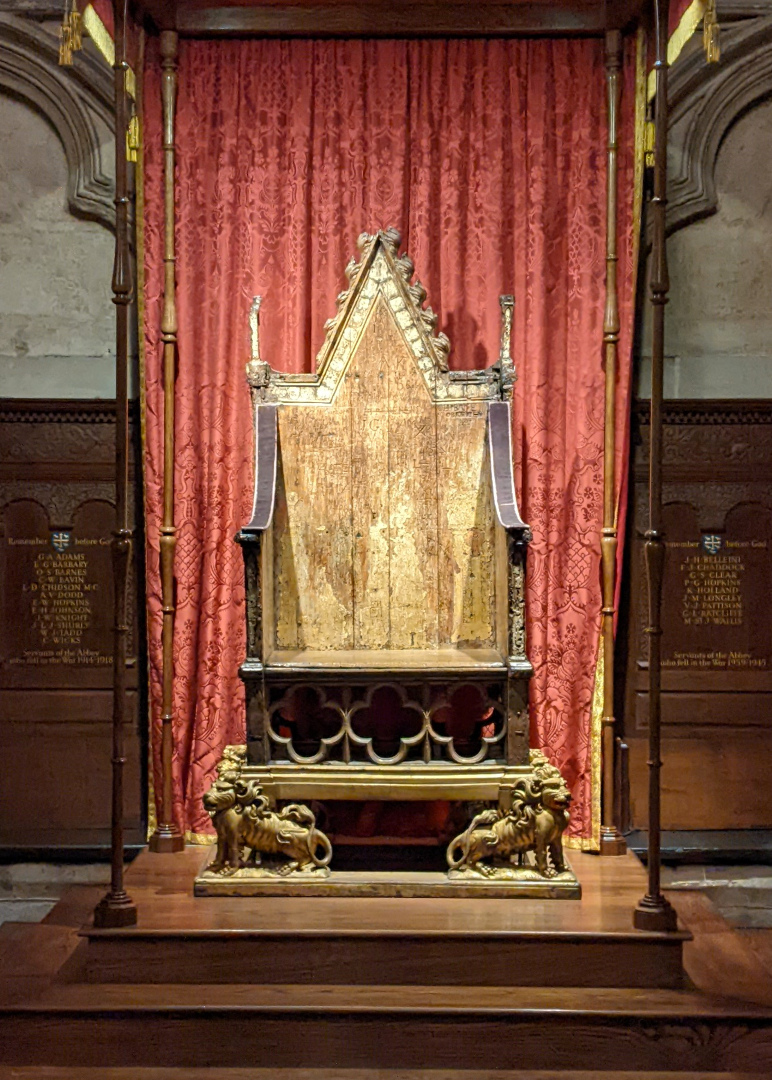
Королевское место Эдуарда I, на котором проходит коронация монархов Великобритании

Считается[кем?], что первая бенедиктинская церковь на этом месте была построена во времена короля Саберта, в VII веке. Примерно в 960 году она была значительно расширена святым Дунстаном при поддержке принца Эдгара. Тогда это был остров Торни в месте впадения реки Тайберн в Темзу; позже, когда влияние аббатства значительно возросло, местность стала называться Вестминстер, от West Minster («западная церковь», восточной церковью был Собор Святого Павла). Эдуард Исповедник, поселившись в расположенном рядом Вестминстерском дворце, решил перестроить эту церковь. Работы начались в 1042 году. 28 декабря 1065 года, за несколько дней до его смерти, церковь была освящена. От этого строения сохранились лишь круглые арки и опорные колонны крипты (сейчас в крипте расположен музей аббатства). Предположительно, первым английским королём, который короновался здесь, был Гарольд II, в январе 1066 года. Разгромивший его в битве при Гастингсе Вильгельм Завоеватель короновался здесь в том же году, о чём свидетельствует запись в аббатстве. С тех пор все монархи Англии (а с 1707 года — Великобритании) короновались в Вестминстерском аббатстве, за исключением Эдуарда V и Эдуарда VIII, которые не были коронованы вовсе. Единственное сохранившееся изображение той церкви — на гобелене из Байё.
Строительство современного здания аббатства началось в 1245 году по указанию Генриха III и под руководством королевского каменщика Генри Рейнского. По замыслу короля это должно было быть сооружение в готическом стиле, предназначенное не только для богослужений, но и для коронаций, а также место захоронения монархов. Освящение церкви прошло 13 октября 1269 года, хотя к этому времени была реализована лишь часть проекта, новая восточная часть церкви примыкала к старому нефу.
В XIV веке значительный вклад в строительство аббатства сделал английский архитектор Генри Йевель (примерно 1320—1400 года). Под его руководством в 1362 году были построены Дом Аббата, неф и западный клуатр, а также гробницы Эдуарда III, Ричарда II и кардинала Саймона Лэнгэма (1389-95).
Продолжил строительство уже в начале XVI века Генрих VII, добавив к аббатству часовню Девы Марии, известную также как Часовня Богоматери или Часовня Генриха VII (освящена в 1516 году). С 1725 года часовня стала домом для Ордена Бани.
Генрих VIII в 1539 году подчинил Вестминстерское аббатство непосредственно монарху Англии, предоставил ему статус кафедрального собора и учредил Вестминстерскую епархию. Эта епархия была упразднена в 1550 году, а аббатство стало вторым кафедральным собором Лондонской епархии. При Марии I Английской аббатство было возвращено бенедиктинцам, но уже с 1560 года снова стало церковью, подчинённой монарху (Royal Peculiar), и этот статус сохраняет поныне.
В 1722—1745 годах были воздвигнуты Западные башни аббатства под руководством архитектора Николаса Хоксмура и по проекту Кристофера Рена.
В XIX веке аббатство было отреставрировано архитектором Джорджем Гилбертом Скоттом.
Вестминстерское аббатство значительно пострадало в годы Второй мировой войны, сильней всего во время бомбардировки в ночь с 10 на 11 мая 1941 года, когда загорелась крыша. После окончания войны было отреставрировано.
19 сентября 2022 года в аббатстве прошла погребальная служба по самому долго правившему монарху в истории Великобритании — королеве Елизавете II.

## План Вестминстерского аббатства

План Вестминстерского аббатства

Основное здание церкви имеет форму креста, точнее, представляет собой церковь с трансептом. Наибольшая длина, от большой западной двери до конца часовни Богоматери, составляет 161,5 метра, наибольшая высота Западных башен — 68 метров. Общая площадь помещения составляет около 3000 м², оно может вместить до 2000 человек.
Главным входом в церковь считается Большая северная дверь, через неё посетители попадают в северный трансепт. Оттуда, свернув налево, оказываются в восточной части церкви, деамбулатории, где находятся несколько часовен (или капелл), самая большая из них — часовня Богоматери Генриха VII. Большую часть южного трансепта занимает Уголок поэтов; также здесь находится большое круглое окно-розетка, спроектированное сэром Джеймсом Торнхиллом, на котором изображены одиннадцать апостолов.

### Неф
Строительство современного нефа Вестминстерского аббатства продолжалось с 1376 по 1517 год, большую часть работ было выполнено под руководством архитектора Генри Йевеля. В его конструкции были применены аркбутаны (внешние арки), что позволило поднять крышу нефа на высоту 31 метр, и это самый высокий неф в Англии.
Один из наиболее узнаваемых элементов оформления нефа — витраж в западном окне работы Уильяма Прайса, который был установлен в 1735 году. Он изображает Авраама, Исаака, Иакова и 14 пророков, а под ними гербы короля Саберта, Елизаветы I, Георга II, настоятеля Уилкокса и города Вестминстера. Под витражом (с 1920 года) находится могила Неизвестного солдата, посвящённая убитым в Первой мировой войне; к ней возлагают венки все главы государств, наносящие официальный визит в Великобританию.
Хрустальные люстры, изготовленные компанией Waterford Crystal были принесены в дар семьёй Гиннесс в 1965 году, на девятисотую годовщину аббатства.
В 1994 году в нефе были установлены две иконы современного иконописца Сергея Федорова, на одной из них изображён Христос, а на другой — Дева Мария с младенцем.
Перед Большой западной дверью в 1996 году был заложен круглый мемориальный камень Невинным жертвам репрессий, насилия и войн.

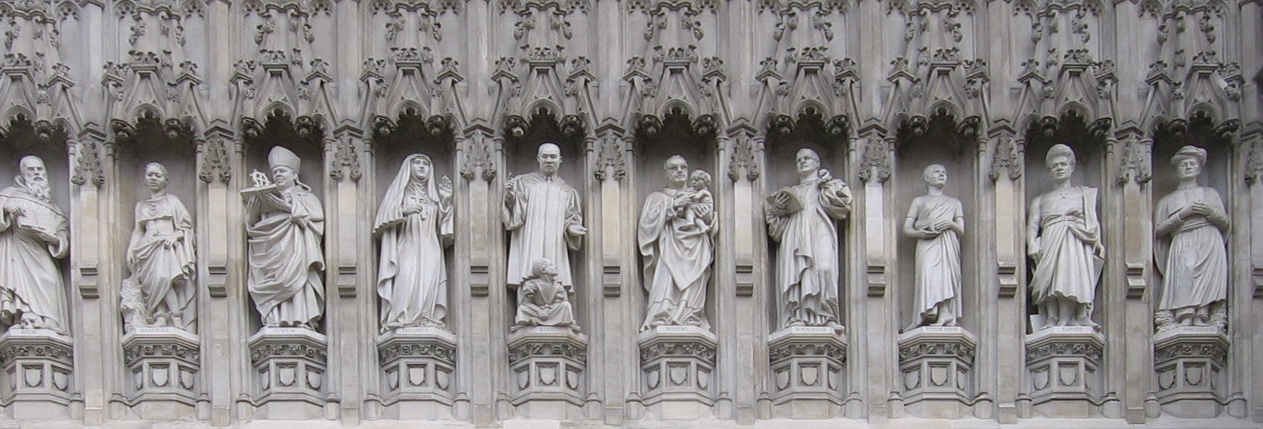
Статуи мучеников XX века на западном фасаде

В 1998 году на фасаде над портиком западного входа были установлены статуи мучеников XX века (слева направо)
- Максимилиан Кольбе
- Манче Масемола
- Джанани Лувум
- Великая княгиня Елизавета Фёдоровна
- Мартин Лютер Кинг
- Оскар Ромеро
- Дитрих Бонхёффер
- Эстер Джон
- Лусиан Тапиеди
- Ван Чжимин

### Алтарь
Алтарь был создан по проекту Джорджа Гилберта Скотта в 1867 году. Большую часть алтаря занимает мозаика «Тайная вечеря» работы итальянского мозаичиста Антонио Сальвиати. Пол перед алтарём выложен мрамором в технике косматеско и сохранился с 1268 года.

### Уголок поэтов

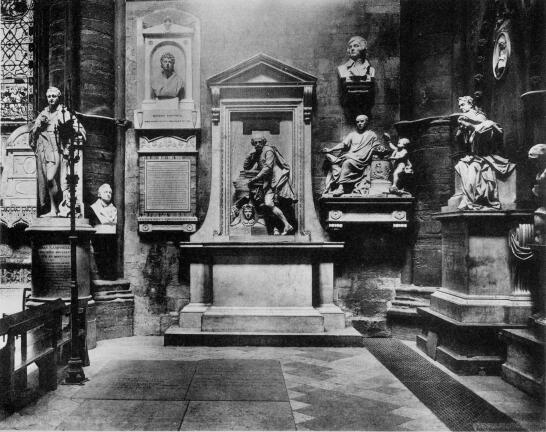
Уголок поэтов

В южном трансепте аббатства находится Уголок поэтов. Первым поэтом, похороненным здесь, стал Джеффри Чосер в 1400 году, в 1556 году ему был поставлен памятник. В 1599 году традиция была продолжена с захоронением Эдмунда Спенсера. Также здесь покоится прах Сэмуэля Джонсона, Теннисона, Браунинга, Диккенса и многих других знаменитых прозаиков и поэтов. Рядом с ними погребён прославленный актёр Дейвид Гаррик. Кроме этого, в Уголке поэтов находится множество памятников: Мильтону, Китсу, Шелли, Генри Джеймсу, Т. С. Элиоту, Уильяму Блейку и другим. Среди поздних мемориальных досок можно найти таблички, посвящённые поэтам Джону Клэру и Дилану Томасу, сэру Лоренсу Оливье. Всего в районе аббатства захоронено около 3 тысяч человек и установлено 600 памятников и мемориальных табличек.

### Капелла Богоматери, или капелла Генриха VII

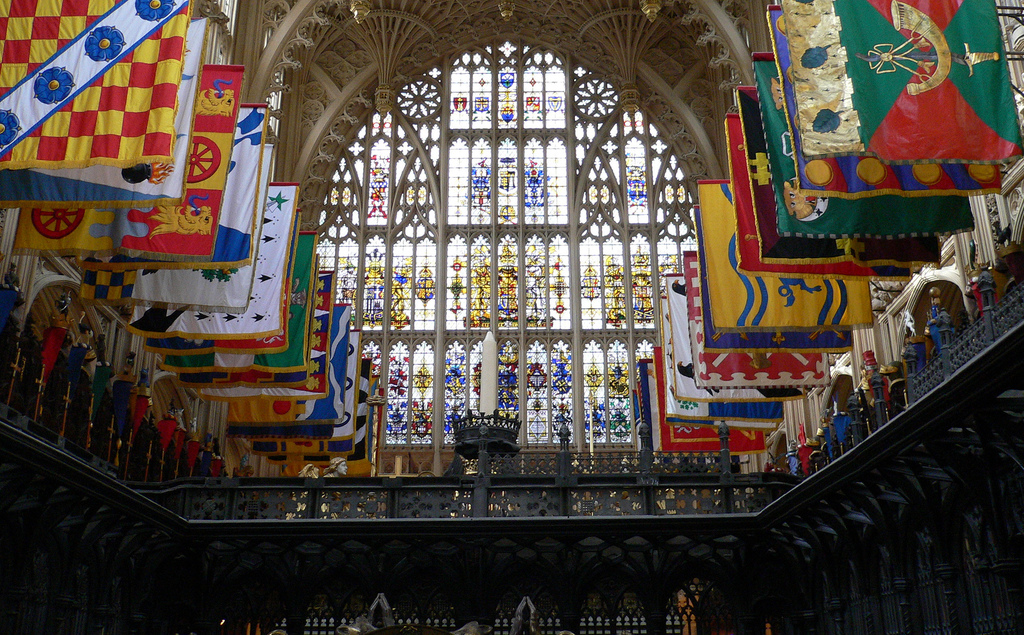
Капелла Генриха VII

Капелла Богоматери (англ. Henry VII Lady Chapel) была построена между 1503 и 1519 годами на месте старой, XIII века. Её строительство было начато во время правления Генриха VII, поэтому её также называют Капеллой Генриха VII; в ней он был похоронен в 1509 году. Кто был архитектором в точности не известно, предположительно это были Роберт Джанинз и Уильям Вертью. Размеры капеллы — 23 на 34 метра. Архитектурной особенностью капеллы является её свод высотой 20 метров с веерообразными рёбрами и свисающими элементами (pendant fan vault ceiling), что характерно для английского готического стиля. От остальной части аббатства отделяется медными воротами и лестницей.
Капелла украшена скульптурами святых и апостолов, между которыми развешены знамёна рыцарей Ордена Бани. Алтарь и гробницы Генриха VII и его жены Елизаветы Йоркской выполнены итальянским скульптором Пьетро Торриджано (1512—1519).
Во время Битвы за Британию, между июлем и октябрем 1940 года, восточное крыло часовни было повреждено бомбардировками, а витражи времен Генриха VII — выбиты взрывными волнами. В 1943 году было предложено организовать в нём мемориал погибшим пилотам королевских ВВС и союзников из Новой Зеландии, Канады, Австралии, Южной Африки, Чехословакии, Польши, Бельгии и США. Работа над этим была завершена к 1947 году, и 10 июля мемориал был открыт королем Георгом VI. На новых витражах были изображены эмблемы принимавших участие в Битве за Британию истребительных соединений, девиз ВВС «Per ardua ad astra» (лат. «Через беды — к звездам»), а также пилоты, преклоняющие колена перед яслями с младенцем Иисусом и распятием, и свидетельствующие Христово воскресение. Впоследствии в восточном крыле часовни были с почестями похоронены главнокомандующий истребительной авиации RAF во время Битвы за Британию барон Хью Касвелл Трименхир Даудинг и «отец британских ВВС» Хью Монтегю Тренчард. С 1944 года в Вестминстерском аббатстве совершаются богослужения в благодарность о победе в воздушном сражении 1940 года.

### Здание капитула

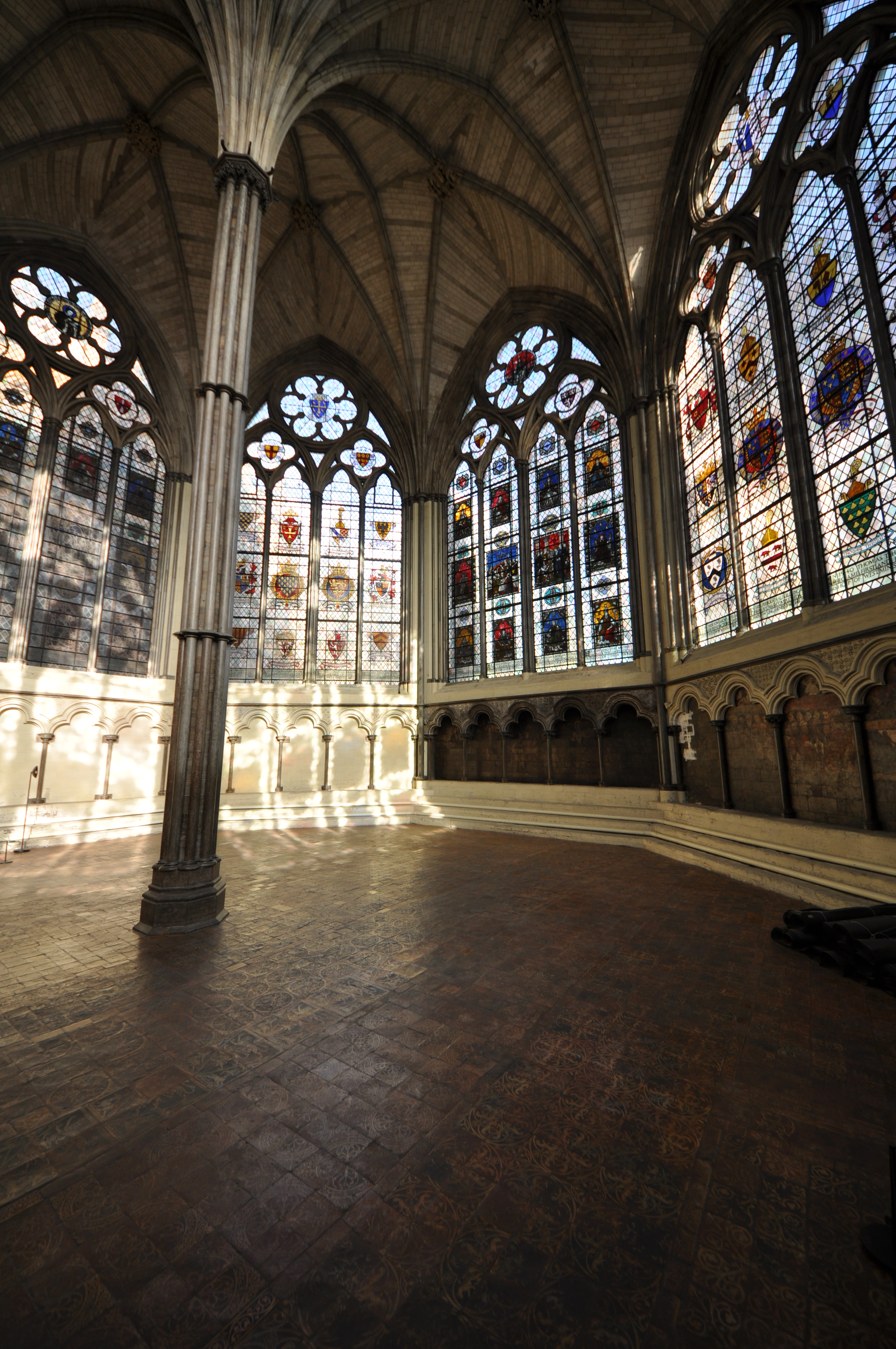
Здание капитула

Здание капитула (англ. chapter house) было построено между 1245 и 1253 годами и отреставрировано в 1872 году. Это здание в неоготическом стиле восьмиугольное. Посередине находится тонкий пучок мраморных колонн, поддерживающих свод. Первоначально здесь собирались монахи-бенедиктинцы, позже — Большой королевский совет, предшественник парламента (в 1257 году), и Палата общин (в конце XIV века), затем, до реставрации в XIX веке, в здании размещался государственный архив. Росписи на стенах посвящены теме Апокалипсиса; плитка, которой выстелен пол, сохранилась с XIII века. Дверь, отделяющая здание капитула от восточного клуатра, считается старейшей в Британии (середины XI века). Рядом со зданием капитула находятся два помещения, сохранившиеся ещё от церкви, построенной в XI веке — в одном из них размещается музей (с 1909 года), другое, Палата для пробной монеты (англ. Pyx Chamber), использовалось в средние века для хранения казны монахов и короля, позже для хранения ящиков с пробной монетой.

### Внутренний двор и клуатры
Внутренний двор (англ. The Garth) окружают четыре клуатра (англ. The Cloisters) — крытые галереи, большими окнами выходящие во внутренний двор. Каждый из них длиной 35 метров, были построены в XIII—XIV веках. Во времена бенедиктинского монастыря (до 1560 года) в клуатрах монахи проводили большую часть времени. В западном клуатре проходило обучение новообращённых, в северном находились книжные шкафы и столы для работы, южный вёл в трапезную, а восточный — в здание капитула.
Помимо внутреннего двора на территории аббатства находится ещё малый клуатр (англ. Little Cloister), расположенный на месте бывшего лазарета аббатства. К восточной стороне клуатра примыкают развалины часовни св. Екатерины, посредине клуатра — фонтан, установленный в 1871 году.

### Колледж гарден
Колледж гарден — это сад по соседству с Вестминстерским аббатством. Его история насчитывает более 900 лет. Стены, ограждающие сад, были построены в XIV веке, старейшие из имеющихся деревьев, пять платанов, были посажены в 1849 году. Первоначально был предназначен для выращивания лечебных трав, фруктов и овощей. В саду находятся статуи святых, первоначально бывшие частью алтаря 1686 года работы Арнольда Квеллина. В 1993 году была поставлена скульптура «Распятие» работы британского скульптора итальянского происхождения Энцо Пьяццотты, а в 2002 году рядом с ней установлен фонтан.

### Церковь святой Маргариты
Поскольку богослужения в Вестминстерском аббатстве могли посещать только монахи-бенедиктинцы, для мирян была построена отдельная церковь. Её назвали церковью Святой Маргариты в честь святой Маргариты Антиохийской. Первая церковь была построена в конце XI или начале XII века в романском стиле, в 1482—1523 была перестроена в готическом стиле по проекту архитектора Роберта Стоуэлла. Реставрировалась в XVIII, XIX и XX веках, однако внешний вид изменился мало. С 1840 по 1972 года была отдельной от аббатства церковью Лондонской епархии.

## Декан и капитул
Согласно королевской хартии Елизаветы I 1560 года духовное руководство коллегиальной церковью св. Петра осуществляет декан и капитул (совет каноников). Поскольку церковь имеет статус Royal peculiar, декан подчиняется не епископу, а монарху Великобритании. 2 декабря 2006 года 38-м деканом стал Джон Холл.
Первый совет каноников был учреждён Генрихом VIII в 1540 году и состоял из 12 каноников, 6 из которых были бывшими монахами аббатства. В 1556 году капитул был распущен Марией I, но уже в 1560 году восстановлен Елизаветой I. Также совет каноников упразднялся во время Английской революции (в период с 1645 по 1660 год).